# Saul bij de heks van Endor
Saul bij de heks van Endor is een schilderij van de Noord-Nederlandse schilder Jacob Cornelisz. van Oostsanen in het Rijksmuseum in Amsterdam. Het is een afbeelding van de vertelling in de Hebreeuwse Bijbel over de geestenbezweerster van Endor.

## Voorstelling
De voorstelling wordt ingeleid door twee banderollen. De bovenste banderol is moeilijk leesbaar, maar er staat zoiets als: 'Leest Koningen I (waarin staat hoe) Saul zich tot de toverij heeft laten verleiden; door Samuel (uit de dood) te verwekken kwam hij zelf te sterven.' Op de onderste banderol staat in het Latijn een samenvatting van hoofdstuk 28 van een niet met naam genoemd bijbelboek. Het gaat hier echter niet om Koningen I, maar om Samuel I. In hoofdstuk 28 van dit boek wordt verteld hoe Saul, de koning van de Israëlieten, op de vooravond staat van een belangrijke veldslag tegen de Filistijnen. Er staat zoveel op het spel dat Saul besluit een waarzegster (lees heks) uit Endor om advies te vragen. Deze heks wekt vervolgens de onlangs overleden profeet Samuel uit de dood. Samuel weigert echter een voorspelling te doen, maar zegt wel tegen Saul dat God hem verlaten heeft en Hij zijn koninkrijk aan David gegeven heeft. Uiteindelijk verliest Saul de veldslag waarna hij zelfmoord pleegt.

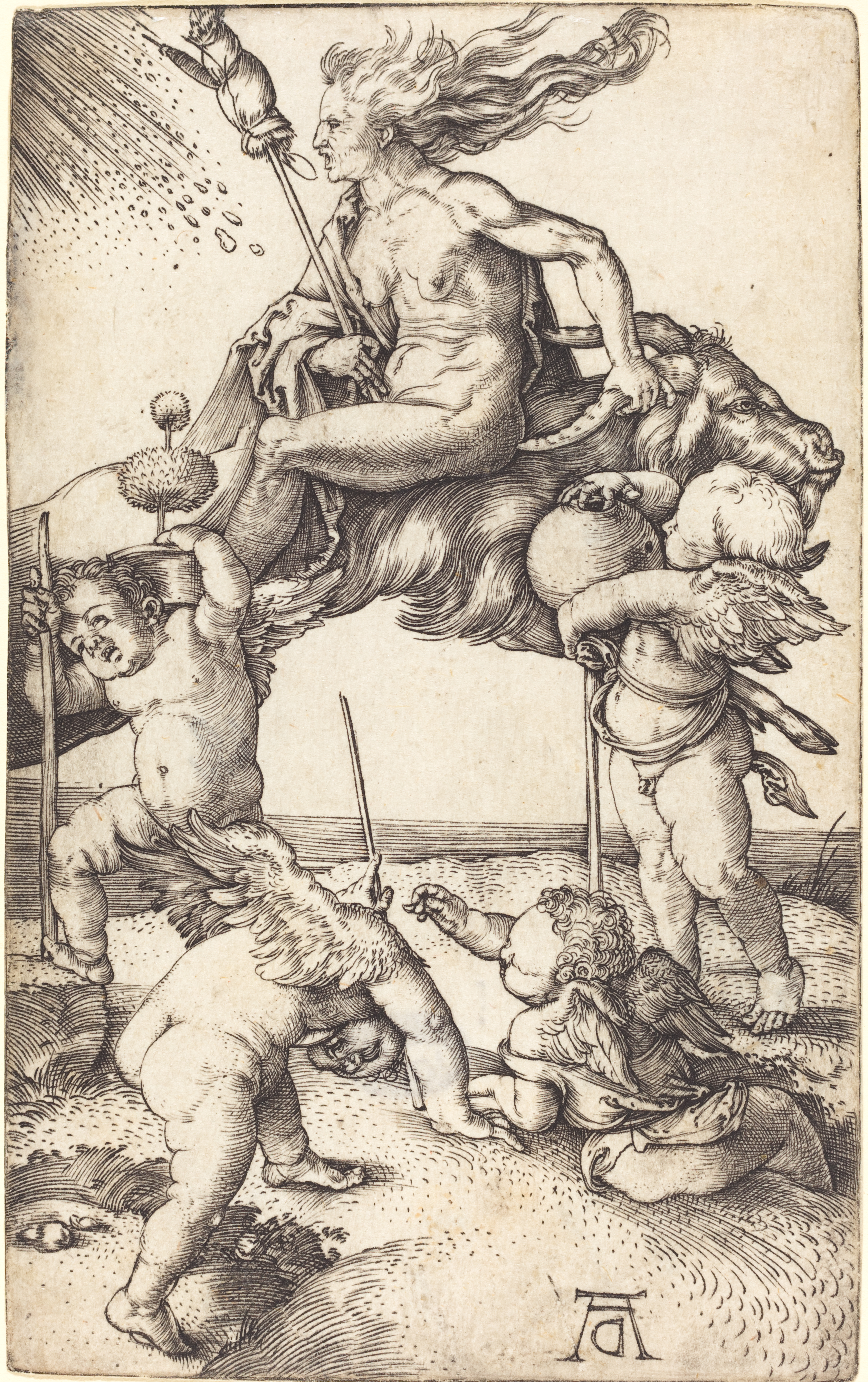
Albrecht Dürer. De heks. Ca. 1500.

Op het schilderij zijn verschillende episoden uit dit verhaal afgebeeld. Helemaal links vraagt Saul vergezeld van zijn manschappen de heks van Endor om advies. In het midden, onder de ruïne van een poortgebouw, is te zien hoe Samuel opstaat uit zijn graf, aangeduid met de tekst ‘Sepulchru[m] Samuelis’. Daarboven spreekt Samuel Saul vermanend toe. Weer daarboven is de veldslag met de Filistijnen te zien. Op de voorgrond beeldt de schilder de heks van Endor een tweede keer af, maar nu met ontbloot bovenlijf en met op haar hoofd een kapje met de tekst ‘pitonissa Saulis’ (de heks van Saul). Ze zit op een troon van uilen (in het christendom een symbool van het kwade) binnen een magische cirkel en heeft de leiding over een heksensabbat. Een sater houdt het toverboek open. Rechts proeven vier vrouwen van hun zelfgemaakte brouwsels. Uiterst rechts staat een duivel met een draailier. Door de lucht vliegen heksen en duivels.
Van Oostsanen heeft verschillende wijzigingen in de opzet van het schilderij gemaakt, zoals blijkt uit infraroodreflectografie. De satyr die met het boek voor de heks staat had eerst waarschijnlijk oren met punten, de heks met de misbeker in haar hand droeg eerder een schaal. En de satyr met de draailier had eerder twee armen, waarmee hij mogelijk een dubbele fluit bespeelde. De twee hanen die rechts van de poort in de ruïne vliegen, zijn later toegevoegd.
Afbeeldingen van de Heks van Endor komen in de 16e eeuw weinig voor. Afbeeldingen van heksen en de heksensabbat zijn minder zeldzaam. Het schijnt dat de schilder het verhaal van Saul en de heks van Endor gebruikt als waarschuwing voor de gevaren van hekserij. Immers, koning Saul moest zijn bezoek aan een heks en zijn verloochening van zijn God bekopen met de dood. Voorbeelden van afbeeldingen van heksen en monsters kon de schilder vinden in prenten van Hans Baldung Grien, Albrecht Dürer en Jheronimus Bosch. Een bron voor het schilderij kan ook geweest zijn De sleutel van Salomo. In deze grimoire staat beschreven welke attributen er nodig zijn om geesten op te wekken, waaronder een eenzame ruïne en kaarsen gemaakt van menselijk vet, die op het schilderij te zien zijn.

## Satire

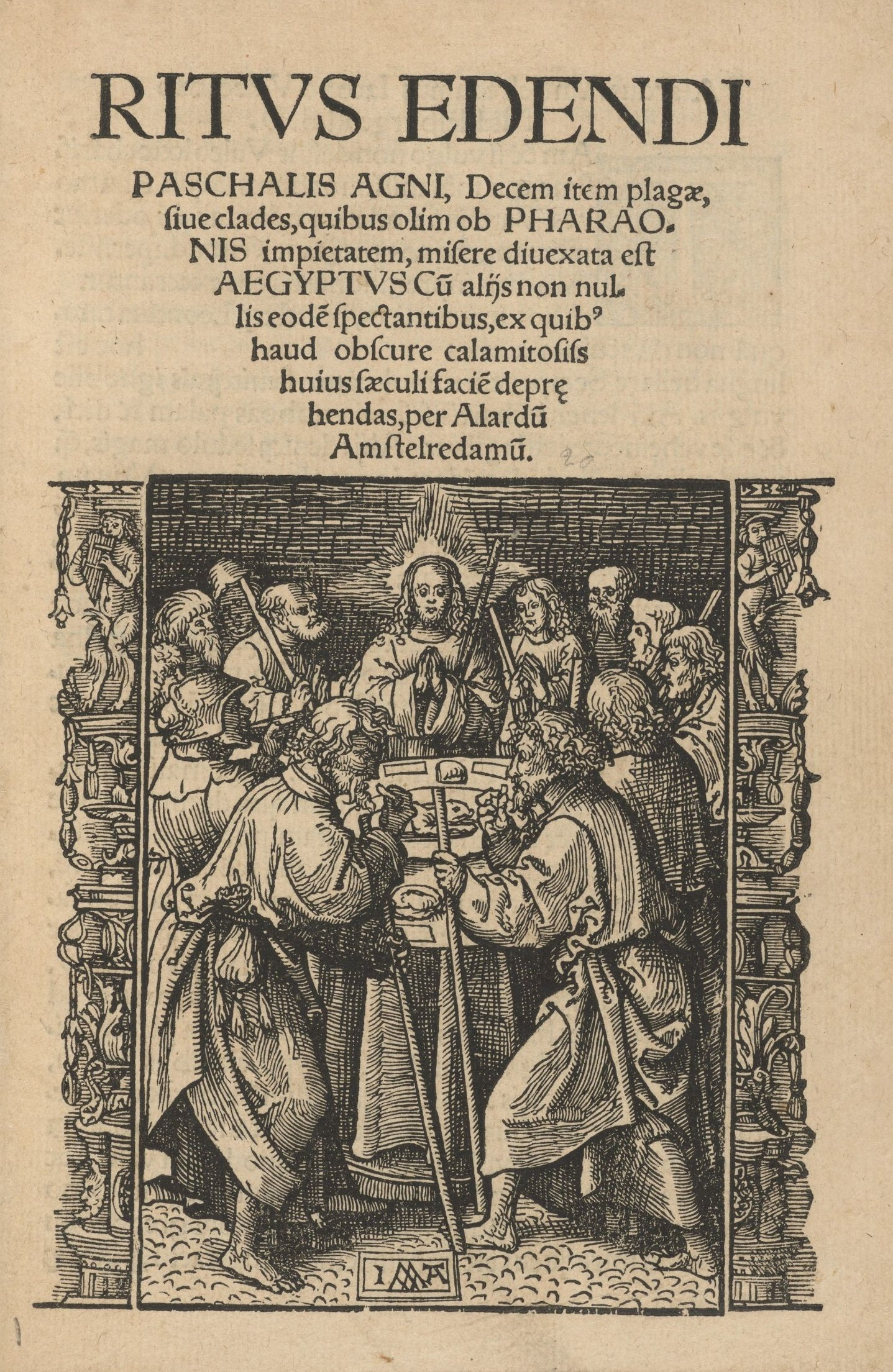
Titelpagina van Ritus edendi (1523).

De voorstelling kan, volgens kunsthistorica Helen Wüstefeld, naast een moralistische betekenis ook een satirische betekenis hebben. Het werk is middenonder gesigneerd met het huismerk van Van Oostsanen en gedateerd 29 november 1526. Wüstefeld brengt deze datum in verband met de Andriesnacht, wanneer de oogst was binnengehaald en het rekenjaar was afgesloten. Dit werd in Amsterdam gevierd door het opvoeren van allerlei Carnavalachtige kluchten waarbij vaak de draak werd gestoken met allerlei actuele gebeurtenissen. In Amsterdam waren op dat moment twee zaken die de gemoederen bezig hielden: het opkomend protestantisme en de kwestie rondom Christiaan II van Denemarken.
De protestanten veroorzaakten ophef door het ontkennen van de transsubstantiatie, de verandering van brood en wijn in het lichaam en bloed van Christus, tijdens de eucharistieviering. De hanen verwijzen volgens Heleen Wüstefeld mogelijk naar de protestante sacramentariër Cornelis Hoen. Rechts op het schilderij komt een naakte vrouw aanvliegen met in haar handen een bord met daarop een brood. Direct daaronder houdt een van de vrouwen een beker omhoog met daarop de tekst ‘MAL’ (slecht). Het brood en de beker worden in verband gebracht met de eucharistie, die in de ogen van de katholieken door de protestanten werd ontheiligd.
Van Oostsanen maakte in 1523 een reeks houtsneden voor het boekje Ritus edendi van Alardus van Amsterdam, dat over deze kwestie gaat, en hij moet hier dus goed van op de hoogte zijn geweest.
Koning Christiaan II werd in 1523 wegens wanbeleid verbannen uit Denemarken. Zes jaar daarvoor overleed zijn Hollandse maîtresse, Dyveke Sigbritsdr. Haar moeder, Sigbrit Willemsdr., bleef echter als adviseur verbonden aan het Deense hof. Ze was een doortastend handelsvrouw en heeft veel gedaan om de handel tussen Denemarken en de Nederlanden te bevorderen. Boze tongen beweerden echter dat dat zij haar dochter had gebruikt om de koning te betoveren en dus moest ze wel een heks zijn. Sigbrit volgde de koning in 1523 naar de Nederlanden, maar ook hier ondervond ze tegenwerking. De landvoogdes Margaretha van Oostenrijk, familie van de echtgenote van Christiaan II, verzocht hem om alle banden met zijn raadsvrouw te verbreken. Daarbij werd Sigbrit opnieuw op allerlei manieren zwart gemaakt. Wüstefeld suggereert dat koning Saul, die zijn koninkrijk verliest door zich in te laten met hekserij, gezien kan worden als een satire op Christiaan II en zijn Hollandse raadsvrouwe.
Ook kunsthistoricus Godefridus Johannes Hoogewerff ziet in de datering een verwijzing naar de Andriesnacht. De heilige Andreas werd in het verleden ook wel in verband gebracht met toekomstvoorspelling, met name met de voorspelling van het weer. Wat in Sauls tijd alleen door tovenarij kon worden verkregen, kon in Van Oostsanens tijd verkregen worden door gebed aan deze heilige. Ook Hoogewerff koppelt Saul bij de heks van Endor aan een eigentijdse gebeurtenis. Eerder in het jaar 1526 werd de Vrede van Madrid gesloten tussen Karel V (tevens landsheer van de Nederlanden) en Frans I, koning van Frankrijk. Het graafschap Holland werd echter nog steeds bedreigd door Karel van Gelre, een bondgenoot van Frankrijk. Dat Karel een serieuze bedreiging vormde, bleek in 1528 toen zijn commandant Maarten van Rossum, Den Haag aanviel en plunderde. Mogelijk zag Van Oostsanen in hem een nieuwe, van God verlaten Saul, die hij toewenste dat hij snel ten onder zou gaan.

## Herkomst
Het schilderij werd op 19 mei 1879 door het Rijksmuseum Amsterdam gekocht tijdens de verkoping van de verzameling van notaris Louis-Maximilien Beauvois (1796-1879) bij veilinghuis Pillion in Valenciennes (als Jan Walther van Assen). Van 2003 tot 2013 werd het in bruikleen gegeven aan het Museum Boijmans Van Beuningen in Rotterdam.